# بيير ديسغاردين
بيير ديسغاردين هو لاعب كرة قدم كندية كندي، ولد في 28 أكتوبر 1941 في مونتريال في كندا.

## وصلات خارجية
- بيير ديسغاردين على موقع JustSportsStats.com (الإنجليزية)
- بيير ديسغاردين على موقع قاعة كيبيك للمشاهير الرياضية (الفرنسية)